# Реми, Элен
Эле́н Реми́ (фр. Hélène Rémy; 16 августа 1932, Париж, Франция) — французско-итальянская актриса

.

## Биография
Элен Реми родилась 16 августа 1932 года в Париже (Франция).
Изначально будучи французской актрисой, она провела большую часть своей карьеры в кино в Италии, где она снималась в кино и на телевидении в 1949—1970 годы.

## Избранная фильмография
| Год  |   | Русское название | Оригинальное название  | Роль  |
| ---- | - | ---------------- | ---------------------- | ----- |
| 1949 | ф | Свидание в июле  | Rendez-vous de juillet |       |
| 1951 | ф | Оливия           | Olivia                 |       |
| 1970 | ф | Борсалино        | Borsalino              | Лидия |